# Leucopis steinbergi
Leucopis steinbergi är en tvåvingeart som beskrevs av Tanasijtshuk 1965. Leucopis steinbergi ingår i släktet Leucopis och familjen markflugor. Inga underarter finns listade i Catalogue of Life.